# Timmerhult och Torp
Timmerhult och Torp är en av SCB avgränsad och namnsatt småort i Orusts kommun i Bohuslän. den omfattar bebyggelse i byn Timmerhult och kyrkbyn Torp belägna i Torps socken.